# Abborrträsk
Abborrträsk ist ein kleiner Ort (schwedisch småort) in der Gemeinde Arvidsjaur im Süden der historischen schwedischen Provinz Lappland. Er liegt an dem See Abborrträsket im Tal des Flusses Byske älv 18 Kilometer südöstlich des Ortes Arvidsjaur.
Durch den 1610 gegründeten Ort führt der Silberweg, eine Touristenstraße vom Bottnischen Meerbusen bis zum Atlantik.